# Šťastná
Šťastná je český film z roku 2014, celovečerní debut režisérky Evy Toulové. Lovestory z divadelního prostředí mladých studentek herectví, kde chce hrát každá hlavní roli.
Hlavní hrdinka Viktorie Šťastná (Andrea Daňková) odjíždí studovat do Prahy hereckou akademii. Záhy však zjišťuje, že se její původní ideály nesetkávají s realitou. Dostává se do party protřelých studentek (Aneta Krejčíková, Marie Kružíková), které pojímají hereckou kariéru zcela osobitým způsobem.

## Obsazení
| Andrea Daňková   | Viktorie Šťastná |
| David Kraus      | Nicolaus Larsson |
| Aneta Krejčíková | Sára             |
| Marie Kružíková  | Mona             |
| Jan Hrušínský    | Profesor         |
| Ljuba Krbová     | Matka            |
| Dana Morávková   | Profesorka Černá |